# 歐文·弗蘭克斯
歐文·弗蘭克斯（英語：Owen Franks；1987年12月23日—）是一位新西蘭橄欖球運動員 。他是新西蘭國家橄欖球隊的一員，代表新西蘭參加了2015年世界盃橄欖球賽。